# 9ème Arrondissement
Das 9ème Arrondissement ist ein Arrondissement im Departement Littoral in Benin. Es ist eine Verwaltungseinheit, die der Gerichtsbarkeit der Kommune Cotonou untersteht und selbst ein Teil des beninischen Hauptortes Cotonou ist. Gemäß der Volkszählung von 2013 hatte das 9ème Arrondissement 57.691 Einwohner, davon waren 27.506 männlich und 30.185 weiblich.

## Geographie
Als Teil der Stadt Cotonou liegt das Arrondissement im Süden des Landes nahe am Atlantik und innerhalb der Stadt im westlichen Teil. Genau wie die Arrondissements 12 und 13 grenzt es an die Kommune Abomey-Calavi.
Das 9ème Arrondissement setzt sich aus sechs Stadtteilen zusammen und ist vor allem als Wohngebiet bekannt:
1. Fifadji
2. Kindonou
3. Mènontin
4. Vossa-Kpodji
5. Zogbo
6. Zogbohouè